# Hidroplano

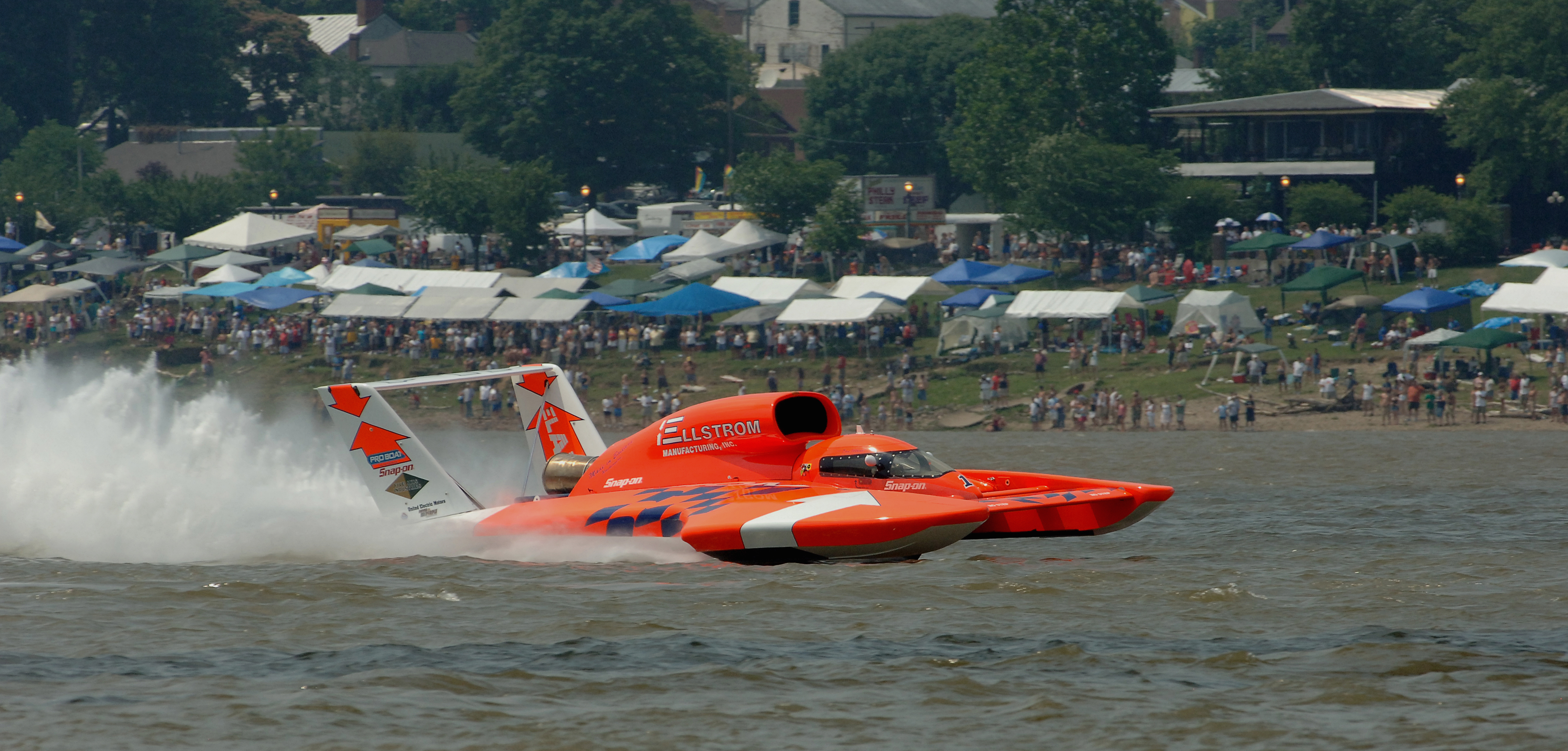
Ellstrom Elam Plus, em 2006 na Madison Regatta.

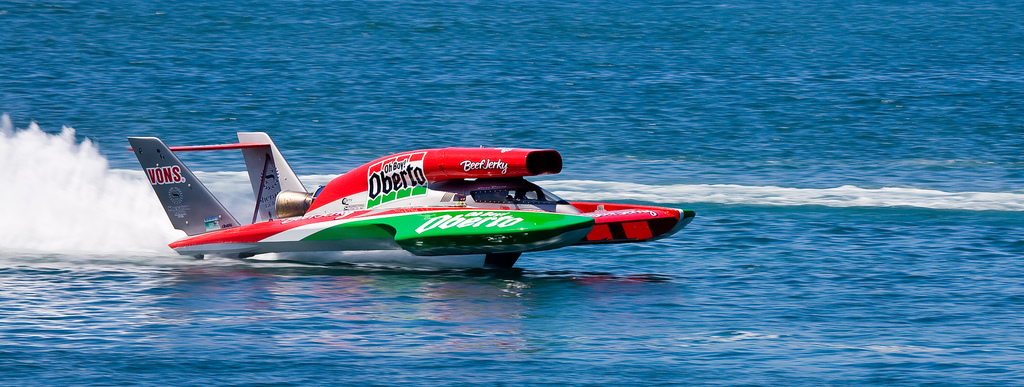
Miss Madison em 2007, com a tomada de ar longa.

Um hidroplano é um tipo de barco a motor utilizado em exclusivo para corridas, com 13 metros de
comprimento e 4,5 metros de largura, construídos em composto de fibra de Carbono/Kevlar.
Um dos aspectos mais curiosos dos Hidroplanos é que quando em corrida só tocam com o hélice e o lema na água, mantendo-se praticamente o restante do barco fora de água, utilizando o principio da dinâmica de fluídos conhecido como planar.

## Desenho dos hidroplanos
Esquema básico do casco do hidroplanos sofreu poucas alterações desde os anos 1950: dois flutuadores na frente, um da cada bordo da proa; presos num flutuador central, onde está o cockpit para o piloto, e a trás deste o motor e o mecanismo do leme. A traseira do barco é levantada da água pela acção da hélice, que está calculada para trabalhar semi-submergida. O objectivo é ter o mínimo possível do barco em contacto com a água, para diminuir o arrasto.

## Motorização
A partir dos anos 1980 os motores de pistões foram sendo substituídos por turbinas de helicóptero. A turbina mas utilizada é a Lycoming T55, usada no CH-47 Chinook.

## Mudança de nome
Até Novembro de 2009 a categoria era conhecida como Unlimited Hydroplanes. Nesse mês, no decorrer de uma prova no Qatar, a classe apresentou um novo logotipo e adoptou o nome de H1 Unlimited.